# Myrsine dicksonii
Myrsine dicksonii är en viveväxtart som först beskrevs av Pieter van Royen, och fick sitt nu gällande namn av Pipoly. Myrsine dicksonii ingår i släktet Myrsine och familjen viveväxter. Inga underarter finns listade i Catalogue of Life.